# 陸運際
陸運際，字笃生。山西猗氏縣人，清朝初年政治人物。
順治三年（1646年）丙戌科进士，官至南昌府知府。